# Soloviev D-20
Le Soloviev D-20 (en russe : Соловьёв Д-20) est un turbofan double corps à moyen taux de dilution d'origine soviétique, conçu et produit par le bureau d'études Soloviev (désormais Aviadvigatel). Produisant une poussée de 52,9 kN, il équipait le court-courrier biréacteur Tupolev Tu-124.

## Origine
Le Tu-124 est conçu, à la fin des années, comme avion de ligne à réaction plus petit, plus économique, et moins exigent en matière d'infrastructures que le Tupolev Tu-104, tout en reprenant la conception générale de ce dernier. Le réacteur D-20 est conçu pour lui, c'est la première fois en URSS qu'un réacteur est conçu spécifiquement pour les besoins civils. 